# 芸術家の家 (マリア・グギング)

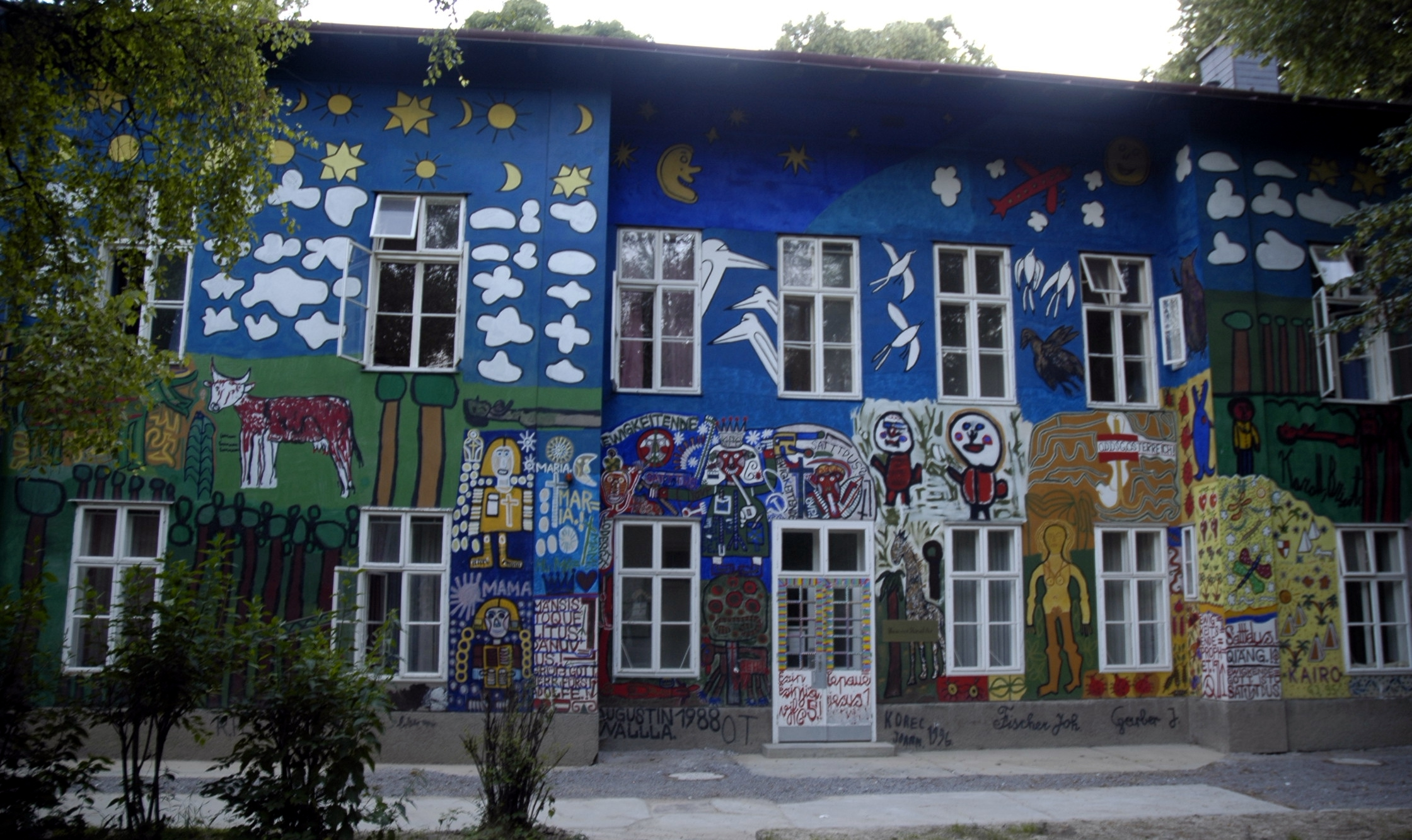
マリア・グギングの芸術家の家

芸術家の家（げいじゅつか の いえ、ドイツ語: Haus der Künstler in Gugging）は、オーストリアのニーダーエスターライヒ州ウィーンの郊外にあるマリア・グギング精神科病院内にあった(精神障害者の）芸術家の共同生活施設。設立は1981年で、精神科病院内の患者の生活するための家であった（後に病院は閉鎖）。1981年に前身であるセンターが開設され、1986年に芸術家の家と改称された。2006年には一部が美術館に改修された。

## 生活
選ばれたアウトサイダー・アートの作家たちが共同生活をしている。その運営には何人かのスタッフがつき、国の援助、寄附、有志の助成、そして作品の売却によって費用を得ている。彼らは、作家たちを拘束したりせず、自由に任せていることも特徴的である。彼らには一人に一つの個室があてがわれ、そこをふくむ家の中や外壁は、この家に住む（もしくは住んでいた）作家たちによって色彩豊かに装飾されてしまった。このおおらかさは、現在の責任者、ヨハン・ファイラッハーの方針によるところも大きい。
現在は、作家らは、主に美術館とギャラリーに併設するアトリエで創作活動を行っている。
作家たちは芸術の家開設以前も含めて「グギングの芸術家たち」として世に知られていて、代表する作家に、アウグスト・ヴァッラやオズワルド・チルトナー、ルドルフ・ホラチェック、ヨハン・ハウザー、フィリップ・ショプケがいる。

## 歴史
芸術家の家は、精神科医のレオ・ナヴラティルによってはじめられた。ナヴラティルは芸術に理解があり、1950年代から患者たちの美術の才能を伸ばすべく指導を行ってきた。その作品はメディアにも取り上げられ、だんだん知れ渡っていった。1970年には初の展覧会が好評をもって迎えられた。
1981年にはマリア・グギング精神科病院内に「芸術家の家」の前身となるセンターが設けられた。1986年に芸術家の家に改称され、同年のナヴラティルの引退後は、彫刻家で医学者であるヨハン・ファイラッハーが責任者に就任している。ここでは、芸術家の家の作家の新作やそれ以外の作品を展示している。また、芸術家の家の手前には、以前、小児科等であった建物を改修して美術館（2006年開設）、ギャラリー、アトリエ（2001年開設）等が入る建物がある。アールブリュットを専門とする美術館である。
現在はその国立病院は閉鎖している。芸術家の家は跡地の丘の上にあり、丘の下は、科学技術研究所のISTなどになっている。その森の中の家は、2011年に改修して女性作家も生活ができるようになった。その建物の前の丘の上には、子供らのワークショップの場がある。（2014年5月The　BirdmanことHANS　LANGERの作品を取り付け）そこには2014年現在で、12人の芸術家が住んでいる。

## 映像化
1999年にドキュメンター・ジャパンの五十嵐久美子監督によるドキュメンタリー映画「遠足 Der Ausflug」がある。撮影は、映画「誰も知らない」「歩いても歩いても」(是枝裕和監督) の山崎裕が担当。音楽はトランペッターの近藤等則。2009年にDVD化された。